# Farbo Glacier
Farbo Glacier är en glaciär i Antarktis. Den ligger i Västantarktis. Inget land gör anspråk på området. Farbo Glacier ligger 437 meter över havet.
Terrängen runt Farbo Glacier är kuperad åt sydost, men åt nordväst är den platt.  Trakten är obefolkad. Det finns inga samhällen i närheten.